# Zwei Brüder (Film)
Zwei Brüder ist ein Spielfilm des französischen Regisseurs Jean-Jacques Annaud aus dem Jahr 2004. Nach seinem erfolgreichen Film Der Bär (1988) widmete sich Annaud wieder dem Tierspielfilm und stellt zwei Tiger-Brüder in den Mittelpunkt, die als Kinder voneinander getrennt werden und erst im Erwachsenenalter wieder zueinander finden. Der Film wurde unter anderem von Pathé und TF1 in Zusammenarbeit mit Canal+ produziert und am 7. April 2004 in Belgien, Frankreich und der französischsprachigen Schweiz uraufgeführt. In Deutschland und der deutschsprachigen Schweiz startete Zwei Brüder am 16. September 2004 in den Kinos, in Österreich einen Tag später.

## Handlung
Französisch-Indochina in den 1920er Jahren: In einer verwitterten Tempelanlage werden die beiden Tigerjungen Sangha und Kumal geboren und von ihrer Mutter aufgezogen. Während sich Kumal mutig fremdartigen Tieren entgegenstellt, nimmt der sanftere Sangha vor Gefahren lieber Reißaus. Als Grabräuber um den bekannten britischen Großwildjäger Aidan McRory den Ort heimsuchen, werden die beiden Brüder voneinander getrennt. Die Tigermutter flüchtet mit dem ängstlicheren Sangha im Maul, während der stärkere Kumal nicht folgen kann und zurückbleibt. Der einschreitende Vater wird von McRory erschossen.
McRory findet den zurückgelassenen Kumal, dessen Vertrauen er durch Honigbonbons gewinnt. Er kümmert sich liebevoll um das Tier, bis er aufgrund seiner Plünderung der Tempelanlage festgenommen wird. Kumal landet daraufhin beim Anführer des kambodschanischen Dorfes, der das Tier an einen Zirkus verkauft. Mehrere Rettungsversuche seiner Mutter schlagen derweil fehl. Im Zirkus wird Kumal mit Härte vom sadistischen Dompteur Zerbino abgerichtet und muss zur Entzückung des Publikums durch Feuerreifen springen.
Kumals sanfterer Bruder Sangha verbleibt bei seiner Mutter im Regenwald. McRory, inzwischen wieder freigelassen, organisiert währenddessen Tiger-Jagden für einen Khmer-Prinz. Diese werden vom französischen Gouverneur Normandin organisiert, der die Gunst des Prinzen gewinnen und eine Straße quer durch den Dschungel bauen möchte. Bei einem Jagdausflug wird Sanghas Mutter vom Prinzen durch eine Gewehrpatrone am Ohr verletzt. Sie nutzt die Gelegenheit und stellt sich tot, um zur Überraschung der Jagdgesellschaft in den Wald zu flüchten. Sangha bleibt allein in einem Versteck zurück und wird von Raoul entdeckt, dem Sohn des Gouverneurs. Der Tigerjunge wächst daraufhin als Spielgefährte im Zuhause des Jungen auf. Als Sangha versehentlich das tyrannische Schoßhündchen der Mutter verletzt, wird er aus Vorsicht an die unterirdische Menagerie des Khmer-Prinzen weitergereicht. Dort vegetiert er in einem kleinen Käfig dahin.
Als der Prinz ein Jahr später einen Schaukampf zwischen zwei Tigern arrangieren möchte, treffen die mittlerweile älter gewordenen Brüder wieder aufeinander. Kumal reagiert ängstlich, während Sangha zum Kampf bereit ist. Beide Tiere erkennen sich jedoch wieder und beginnen zur Entzückung der Festgesellschaft, miteinander zu spielen. Die Trainer versuchen, dies zu unterbinden und die Tiger zum Kampf zu reizen, doch Kumal und Sangha gelingt die Flucht aus der Arena.
Die nächste Zeit verbringen beide gemeinsam im Dschungel. Sie erschrecken Reisende, reißen das Vieh der Bauern, um ihren Hunger zu stillen und entwickeln sich bald zur Plage bei der Landbevölkerung. McRory wird daraufhin angewiesen, beide Tiger zu erlegen. Bei einem absichtlich gelegten Feuer im Unterholz, das die beiden Tiere zusammentreiben soll, gelingt Sangha mit Kumals Hilfe seine Angst zu überwinden und durch eine Feuerwand seinen Häschern zu entkommen. Als McRory Sangha dennoch erschießen will, erscheint Kumal. McRory ist gezwungen, seine Waffe niederzulegen und beschließt, nie wieder zu jagen.
Kumal und Sangha kehren zur Tempelanlage zurück, wo sie als Kinder getrennt wurden. Dort treffen sie ihre Mutter wieder.

## Entstehungsgeschichte

### Dreharbeiten in Kambodscha und Thailand
Die ersten Drehbuchentwürfe Annauds entstanden drei Jahre vor Duell – Enemy at the Gates (2001), während eines Familienurlaubs auf Sokotra. Schon bei seinem ersten Tierfilm, Der Bär, hatte der Regisseur sich entscheiden müssen, ob er eine Produktion über Bären oder Tiger realisieren sollte. Das Drehbuch entstand 1999 gemeinsam mit Annauds langjährigen Arbeitskollegen Alain Godard, mit dem er seit Damit ist die Sache für mich erledigt (1979) und Der Name der Rose (1986) zusammen arbeitet. Für die Vorbereitung besuchte Annaud mehrere Wochen das Ranthambhor Wildlife Reserve im indischen Rajasthan. Die Vorproduktion begann im Jahr 2001 in Siem Reap.
Die Dreharbeiten beliefen sich auf 169 Drehtage und fanden in Thailand und Kambodscha, unter anderem an den Tempelanlagen von Angkor Wat statt. Da die Anlagen von Touristen überlaufen, sauber und aufgeräumt waren, drehte das Filmteam an Tempeln, die abseits im Dschungel lagen. Um das Aussehen zur Entdeckungszeit der Tempel wiederherzustellen, wurden tausende von Pflanzen von 150 Gärtnern, neu angepflanzt, während fast alle Innenaufnahmen im Studio in entstanden. „In den Tempeln ist es so warm wie in einem Ofen: Hätten wir dort gedreht, hätten unsere Tiger den ganzen Tag geschlafen.“, so Regisseur Jean-Jacques Annaud der überwiegend digital filmte (via HD- sowie 35-mm-Kameras) aber auf den Einsatz von Tricktechnik weitgehend verzichtete. Gedreht wurde am Tempel von Ta Prohm, dem Fluss Kbal Spean sowie im Gebirge Phnom Koulen, dem letzten Rückzugsort der Roten Khmer, wo Minen-Räumkommandos angefordert werden mussten, sowie Phnom Penh, Pook, Kampong Cham, Kratie und Putang (Mondulkiri). Über 400 einheimische Laiendarsteller wurden für die Dreharbeiten verpflichtet. Nach Studiodrehs in Bangkok, wo der Ta-Prohm-Tempel nachgebaut wurde sowie im nahegelegenen Freilichtmuseum Mueang Boran, reiste die Filmcrew nach Paris, in die Arpajon Studios. Geschnitten wurde der Film in Paris, synchronisiert und musikalisch unterlegt in London.
Für die Produktion des Films wurde einer Art Tonarchiv mit mehr als 40 verschiedenen Tigerlauten angelegt, die über Jahre gesammelt worden waren. Wenn die jeweilige Situation nicht tatsächlich gedreht werden konnte, wurden die Laute nachträglich eingespielt.

### Arbeit mit den Tigern
In einem Interview gab Regisseur Jean-Jacques Annaud an, höchstens zehn Prozent von dem zu zeigen, wie eine Zirkusdressur einen Tiger gebrochen hätte. Am Filmset selbst wurde mit mehreren Tieren gearbeitet, insgesamt 30 Tiger, darunter 18 Tigerbabys, die mit ihren Trainern nach Kambodscha eingeflogen wurden. Die Tigerbabys waren sieben bis zwölf Wochen alt und stammten größtenteils aus Zoos in Frankreich und Thailand. Unterstützt wurden die Dreharbeiten vom indischen Tigerexperten Valmik Thapar.
Das Filmteam richtete sich laut Annaud nach den Tieren: „Wenn einer nicht wollte, hörten wir entweder auf oder arbeiteten mit einem Double weiter. Außerdem richteten wir uns ganz nach dem Temperament der Tiere. Einer ist ängstlicher als ein anderer, ein anderer wiederum bewegt sich mehr als der trägere Bruder. Wir konnten sie ihren Fähigkeiten gemäß einsetzen und hatten neben den wissenschaftlichen Beratern mit Thierry Le Portier einen der erfahrensten Tiertrainer dabei.“ Le Portier hatte bereits bei Der Bär mit Annaud zusammengearbeitet und nutzte eine Kombination aus Stimm-, Ton- und Handsignalen um die Tiere die zu dirigieren. Gedreht wurde in einem eingezäunten Areal, wobei Regisseur, Kameramann und Crew aus einem Käfig heraus filmten. Die Öffnungen für die Kameras wurden nur mit Kaninchendraht gesichert. Die menschlichen Darsteller wurden in einer zweiten Aufnahme „eingepasst“.
Als Hauptproblem äußerte Annaud die Szene, in der die beiden Tiger aufeinander losgehen sollten: „Die Realität ist: Tiger lieben sich nicht, selbst wenn sie Geschwister sind. Aber die ersten beiden kleinen Tiger, die ich für Testaufnahmen benutzte, liebten sich wirklich innig. Also mussten wir warten, bis diese beiden groß genug waren, um die Szene zu spielen. Wir wussten, im September würden sie soweit sein. Dann drehten wir diese Szene im Studio in Paris innerhalb von zehn Minuten mit fünf Kameras.“, so Annaud. Sein Film sei eine Fabel: „Jedes Tier ist ein Individuum mit einer Persönlichkeit. Es ist manchmal verstörend, wie nahe wir den Tieren stehen. Das Wundervolle an meiner Arbeit, an Filmen wie diesem ist: Ich finde dabei auch mich selbst, meinen eigenen Frieden.“

## Rezeption
Sascha Koebner (film-dienst) bemerkte eine eher plakative Zeichnung der menschlichen Figuren, bei denen mit Ausnahme von McRory keine Entwicklung auszumachen sei. „Die Tiger wirken in ihrer Emotionalität humaner als die Menschen.“, so Koebner. Dennoch bereite der Film Vergnügen. Die Filmmusik weise einen „stark kommentierende(n) Charakter“ auf und definiere die Gefühlszustände der Tiere. Dennoch mache die Vermenschlichung der Tiger den Film „endgültig zum Kinderfilm, der faires Miteinander von Mensch und Tier, Familienleben und Mitgefühl propagiert“. Ähnliches sah Harald Peters (die tageszeitung). Annauds menschliche Darsteller würden „unnachahmlich hölzern“ in Szene gesetzt wirken, während die Tiger „völlig glaubwürdig“ spielten. Die Geschichte sei „märchenhaft“ und Zwei Brüder sei „ein schöner Erwachsenenfilm für Kinder und ein schöner Kinderfilm für Erwachsene“.
Evelyn Vogel (Süddeutsche Zeitung) pries die „fantastischen Tieraufnahmen“, beanstandete aber eine „recht dünne Handlung“. Die Geschichte berge etliche Fallen und Annaud tapse in einige hinein. So sei der kleine Raoul „ein Kind mit Sendungsbewusstsein, ohne Überraschungen“, dem „grausame, profitgierige und dümmliche Stereotypen“ als Erwachsene gegenüberstehen. Am problematischsten sei der Film dort, „wo Mensch und Tier zusammenkommen“ und „disneylike gestylten Raubtiere mit scheinbar humanoidem Denken und Handeln den Kitschfaktor“ bedienen. Annaud prangere auch die arrogante Kolonialherrschaft der Franzosen sowie die Geldgier der eingeborenen Bergstämme an, die zulassen würden, dass die Kultur der alten Khmer zerstört und geplündert werde. Das „Geschäftsgebaren“ von McRory erinnerte Vogel entfernt an die Figur des Abenteurers Perken aus André Malraux’ Der Königsweg. Matthias Heine (Die Welt) kritisierte dagegen, es sei „vollkommen blödsinnig“ sich bei Zwei Brüder „über Klischees aufzuregen“, da Filme mit animalischen Hauptdarstellern nur ausschließlich über Klischees funktionieren würden. Die Regiekunst bei Annaud bestehe darin, „diese Tigerauftritte zu einem Entwicklungsroman zusammenzufügen, in dem sie einen ganz neuen Sinn bekommen“.
Die Neue Zürcher Zeitung attestierte Annaud, seine Kunst bestehe darin, „ein Mainstreamkino zu schaffen, das deshalb nicht auf Engagement, Intelligenz und Witz zu verzichten“ brauche. Die Szenen zwischen den Jungtieren würden „'dokumentarisches’ Moment besitzen“, interessanter sei jedoch „die (scheinbare) Interaktion zwischen Mensch und Tier“. Die menschlichen Figuren entwerfe der Film „zunächst als milde Karikaturen“. Zur Burleske gerate der Film dort, wo die Tiere auf die menschliche Dingwelt treffen, zum Beispiel als der kleine Tiger das Haus des Gouverneurs verwüstet oder die erwachsenen Tigerbrüder den Lieferwagen einer Boucherie begegnen.
Sascha Westphal (Frankfurter Rundschau) kritisierte Zwei Brüder weitestgehend und beschrieb den Film als „klägliche Ruine“. Annaud sei „diesmal der Versuchung erlegen, die Erlebnisse der beiden Tiger mit einer ziemlich abgeschmackten Satire auf die Zustände in den französischen Kolonien zu verknüpfen“. Der märchenhafte Ton werde den beiden Tigern gerecht, nicht jedoch allen anderen Figuren des Films. Das Gouverneur-Ehepaar bleibe „bloße Karikaturen“. Eine gewisse Faszination gehe vom Fürsten aus, Annaud versäume es aber, „an seinem Schicksal das Drama der Macht zu illustrieren“. „Der Forscher Annaud hätte sich bei diesem Projekt über den Geschichtenerzähler hinwegsetzen sollen. Dann wäre aus Zwei Brüder mit seinen sensationellen (Nah-)Aufnahmen eine der faszinierendsten Tierdokumentationen der letzten Jahre geworden.“, so Westphal.

## Auszeichnungen
Filmeditorin Noëlle Boisson und Kameramann Jean-Marie Dreujou wurden 2005 für zwei Césars nominiert. Boisson gewann den französischen Filmpreis. Ebenfalls im Jahr 2005 wurde Zwei Brüder mit dem Genesis Award der Humane Society of the United States in der Kategorie Spielfilm ausgezeichnet.